# Acmopolynema malabaricum
Acmopolynema malabaricum är en stekelart som beskrevs av Subba Rao 1989. Acmopolynema malabaricum ingår i släktet Acmopolynema och familjen dvärgsteklar. Inga underarter finns listade i Catalogue of Life.